# Due toroni tra i cowboys
Due toroni tra i cowboys (Once Upon a Horse...) è un film del 1958 diretto da Hal Kanter.
È una commedia western statunitense con Dan Rowan, Dick Martin e Martha Hyer.

## Produzione
Il film, diretto da Hal Kanter su una sceneggiatura di Hal Kanter e un soggetto di Henry Gregor Felsen, fu prodotto dallo stesso Kanter per la Universal Pictures e girato nella Conejo Valley, Thousand Oaks, California, dal 5 agosto a metà settembre 1957. Il titolo di lavorazione fu Why Rustlers Never Win. Il brano della colonna sonora Once Upon a Horse fu composto da Jay Livingston e Ray Evans.

## Distribuzione
Il film fu distribuito con il titolo Once Upon a Horse... negli Stati Uniti nel settembre 1958 al cinema dalla Universal Pictures.
Altre distribuzioni:
- in Svezia il 1º giugno 1959 (Alla tiders gnägg)
- in Messico il 26 gennaio 1961 (Pillos pero honrados)
- in Brasile (Dois Vigaristas Roubados)
- in Italia (Due toroni tra i cow boys)
- negli Stati Uniti (Hot Horse)